# Fezzan

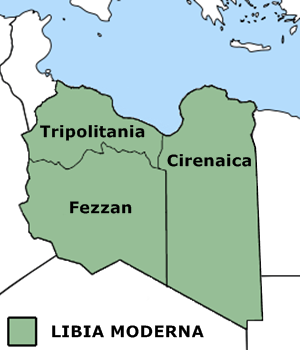
Le tre regioni dell'attuale Libia (in verde): Cirenaica, Fezzan, Tripolitania

Il Fezzan (o Fasania, italianizzazione del lemma latino Phasānia; in arabo فزان‎?, Fizzān; in berbero: Fezzan) è una regione della Libia nel cuore del deserto del Sahara. 

## Geografia
Il Fezzan ha una superficie di circa 700 000 km² e confina a nord con la Tripolitania, a ovest con l'Algeria, a sud col Niger e il Ciad e ad est con la Cirenaica. La maggior parte del territorio è costituita da un deserto di sabbia, ciottoli o rocce. Al suo interno vi sono delle oasi abitate perlopiù da berberi. La Libia ha cercato di sviluppare questa regione con l'aiuto della rendita petrolifera: vi è però un grave pericolo di salinizzazione del suolo in seguito ad irrigazione artificiale. La sua popolazione è di circa 500 000 persone (110 000 nel 1933), di cui 1/3 appartengono ai tuareg o ai tebu. 
Il governo libico cerca di sedentarizzare la popolazione creando infrastrutture e impianti di irrigazione. Le località più importanti sono Murzuch e Sabha. Quest'ultima località è il centro amministrativo del Fezzan, e ha sostituito Murzuch in questa funzione. Altre località importanti sono Ghat e Hon.

## Denominazione
Gli antichi conoscevano in Nordafrica il popolo dei Phazanii e la regione, da loro abitata, della Phazania, da cui deriva il nome di Fezzan. Il termine però all'epoca indicava una parte di territorio più settentrionale, intorno alla città di Cidamus (oggi Gadames), che si trova all'estremo margine settentrionale del Fezzan, mentre sono gli storici arabi che applicarono questo nome (Fazaz) anche e soprattutto alle zone più a sud, corrispondenti all'attuale Fezzan.
I Tuareg, abitatori del deserto, denominano questa regione Targa (in berbero "canale d'irrigazione"), e probabilmente è da questo toponimo che gli Arabi costruirono il termine targi "abitante della Targa", il cui plurale è Tuareg.

## Storia
Fin dall'antichità il territorio fu abitato da popolazioni berbere. Già nel V secolo a.C. i Greci (grazie a Erodoto) conoscevano la popolazione dei Garamanti che vi era stanziata. I Romani non conquistarono mai il Fezzan, anche se intrattennero intensi scambi commerciali con i Garamanti e intrapresero alcune spedizioni, come quella di un certo Iulius Maternus che, intorno alla fine del I secolo a.C., attraversò il deserto arrivando fino ai territori degli "Etiopi" (cioè popolazioni di pelle nera, il Sudan).
Con l'avanzata dell'Islam e la diffusione dell'allevamento del dromedario vi fu un incremento del commercio transahariano, con Murzuch che assunse un ruolo significativo come centro commerciale del Fezzan. Dopo l'invasione del Nordafrica da parte delle tribù arabe nomadi dei Banu Sulaym vi fu una certa commistione tra popolazioni arabe e berbere.
Dopo essere stato per qualche tempo sotto la signoria dell'Impero di Kanem-Bornu (XIII secolo), il Fezzan passò, nel XVI secolo, sotto il controllo dell'Impero ottomano, e della dinastia dei Karamanli, anche se spesso questo controllo era solo nominale e per lunghi periodi la regione fu sostanzialmente indipendente.
L'Italia conquistò le regioni costiere della Libia nel 1911, ma fu solo intorno al 1930 che poté considerare sottomesse anche le popolazioni del Fezzan, con capoluogo Murzuch. Nel 1937 venne istituito il Territorio Militare del Sud, che comprendeva anche il Fezzan e non faceva parte della Libia italiana.
Venne occupato dalla Francia dal 1943 al 1951. Dal 1951 il Fezzan costituisce, insieme alla Tripolitania e alla Cirenaica, lo stato indipendente della Libia.

## Sha'biyat
Sha'biyah è un neologismo esclusivamente libico, che designa un distretto, o comunque una suddivisione di primo livello. Nel 2007 gli attuali 22 sha'biyat hanno rimpiazzato i precedenti 32 distretti. Fanno parte del Fezzan:
| Nome Arabo  | Sha'biyah      | Popolazione (2006) | Superficie (km²) | Numero sulla mappa |
| ----------- | -------------- | ------------------ | ---------------- | ------------------ |
| الجفرة      | Giofra         | 52.342             | 139.038          | 17                 |
| وادي الشاطئ | Wadi al-Shatii | 78.532             | 90.244           | 18                 |
| سبها        | Sebha          | 134.162            | 17.066           | 19                 |
| وادي الحياة | Wadi al-Hayaa  | 76.858             | 31.485           | 20                 |
| غات         | Ghat           | 23.518             | 68.482           | 21                 |
| مرزق        | Murzuch        | 78.621             | 356.308          | 22                 |

I 22 Sha'biyat della Libia (dal 2007)

Talvolta viene inclusa nella regione anche:
| Nome Arabo | Sha'biyah | Popolazione (2006) | Superficie (km²) | Numero sulla mappa |
| ---------- | --------- | ------------------ | ---------------- | ------------------ |
| نالوت      | Nalut     | 93.224             | 67.191           | 16                 |

## Villaggi del Fezzan
- Adiri
- Al Fuqaha
- Al Uwaynat
- Al Wigh
- Awbari
- Birak
- Ghat
- Hun
- Madrusah
- Murzuch
- Sebha
- Tahrami
- Tajarhi
- Tmassah
- Toummo, al confine con il Niger
- Umm al Aranib
- Waddan
- Waw al Kabir
- Zillah

Inoltre vengono compresi nel Fezzan storico anche Gadames, Dirj e Al Qaryah ash Sharqiyah.